# 花冠芋螺
花冠芋螺（学名：Conus coronatus），是新腹足目芋螺科芋螺属的一种。主要分布于马来西亚、印度尼西亚、中国大陆、台湾，常栖息在潮间带珊瑚礁、潮下带。